# Trigonidium atroferrugineum
Trigonidium atroferrugineum är en insektsart som först beskrevs av Brunner von Wattenwyl 1895.  Trigonidium atroferrugineum ingår i släktet Trigonidium och familjen syrsor. Inga underarter finns listade i Catalogue of Life.